# Kadaranahalli, Bangalore North
Kadaranahalli là một làng thuộc tehsil Bangalore North, huyện Bangalore Urban, bang Karnataka, Ấn Độ.